# Gisela Gneist
Gisela Gneist (geborene Dohrmann; * 11. Januar 1930 in Wittenberge; † 22. März 2007 in Hamburg) war eine SMT-Verurteilte und später Vorsitzende des Opferverbands Arbeitsgemeinschaft Lager Sachsenhausen e.V. ehemaliger Inhaftierter im Speziallager Nr. 7 Sachsenhausen.

## Leben
Gisela Dohrmann wurde in Wittenberge geboren. Ihr Vater trat früh in die NSDAP ein, wahrscheinlich schon vor 1933. 1940 trat Dohrmann in den Jungmädelbund des Bundes Deutscher Mädel (BDM) ein; die Mitgliedschaft im BDM war seit 1936 verpflichtend. 1942, mit zwölf Jahren, wurde sie auf Grund ihres Alters und sportlicher Erfolge Jungmädelführerin. Während des Zweiten Weltkriegs wohnte sie dort bei ihren Großeltern und besuchte das Gymnasium. Kurz vor Kriegsende zog sie aufs Land nach Plau am See in Mecklenburg zu ihrer Mutter, um den Bombenangriffen zu entgehen. Das Kriegsende erlebte sie dort. Ihr erster Kontakt mit sowjetischen Soldaten war dadurch geprägt, dass einer ihre Wohnung durchwühlte und eine mit im Haus wohnende Flüchtlingsfrau misshandelte.
Im Mai 1945 musste sie sich beim Arbeitsamt melden und wurde zur Landarbeit auf einem Gut verpflichtet. Dabei wurde sie wie die anderen dreißig dazu gezwungenen Jugendlichen von sowjetischen Soldaten mit Gewehr überwacht und zu schnellerer Arbeit angetrieben. Nach wenigen Wochen wurde sie, für sich selbst überraschend, von dem Dienst freigestellt, nachdem sie widersprochen hatte, sich von ehemaligen sowjetischen Zwangsarbeiterinnen als „deutsches Schwein“ bezeichnen zu lassen.
Ende Juni 1945 besuchte sie gemeinsam mit ihrer Mutter ihre Großeltern in Wittenberge und traf dort fast alle früheren Freunde wieder. Einige Zeit später zog sie zurück nach Wittenberge, wo sie, nachdem an Schulen ab 1. Oktober 1945 wieder unterrichtet wurde, weiter das Gymnasium besuchte. Der Neuanfang war eine Umstellung, da viele Lehrer ausgewechselt worden waren. In der Schule wurde versucht, die Schüler im Sinne der Diktatur des Proletariats zu unterrichten. In diesem Herbst wurde auch versucht, die Parteien als Antifaschistisch-Demokratischer-Einheitsblock zu organisieren und die Jugendlichen wurde in der Schule bedrängt, sich aktiv in Antifaschistischen Jugendgruppen zu beteiligen. Als sie erstmals das Büro der sogenannten Antifa betrat, sah sie dieses von einem vormaligen HJ-Führer geleitet. Dohrmann betätigte sich in einer antisowjetischen Jugendgruppe, die nach Aussage eines ehemaligen Gruppenmitgliedes auch eine hektografierte Zeitschrift mit dem Titel Germanische Freiheit herausgebracht habe. Andere Gruppenmitglieder gaben an, von der Existenz einer solchen Zeitschrift nichts gewusst zu haben. Die Gruppe, die sich entsprechend des damaligen Tatvorwurfs des NKWD auch Waffen beschaffen wollte, flog auf. Ab 1995 wurden jedoch alle Wittenberger Jugendlichen von der russischen Generalstaatsanwaltschaft rehabilitiert und von den damaligen Tatvorwürfen freigesprochen.
Nachdem noch im Oktober 1945 die ersten Wittenberger Jugendliche verhaftet worden waren, stand Dohrmanns Entschluss fest, keiner kommunistischen Organisation beizutreten. Zu ihrer Ablehnung des Kommunismus trug bei, dass die Armee über ihrer Wohnung ein Bordell für die sowjetischen Soldaten eingerichtet hatte. Der Gefahren, die bestanden, wenn man sich für freie Meinungsäußerung einsetzte, war sie sich nicht bewusst. Mehrere Mitglieder der Liste zur Parteigründung wurden um das Weihnachtsfest 1945 verhaftet. Auch Gisela Dohrmann wurde am 30. Dezember um 5:30 Uhr von deutschen Polizisten abgeholt und zunächst ins Wittenberger Gefängnis gebracht. Der sowjetische Geheimdienst hatte Gisela Gneist im Verdacht, der nationalsozialistischen Werwolf-Organisation anzugehören. Dort wurde sie einen Tag lang verhört und beschimpft, bevor sie am Abend dem NKWD übergeben und nach Perleberg gebracht wurde. Ab 5. Januar 1946 war sie in Brandenburg an der Havel interniert. Sie  beschreibt die hygienischen Verhältnisse dort als unmenschlich und die Ödnis an Beschäftigung an einem Ort, wo schon der Besitz eines Bleistiftstummels hart bestraft wurde, als unerträglich.
Am 5. Februar wurde gegen die Wittenberger Gruppe die Verhandlung vor dem Sowjetischen Militärtribunal (SMT) eröffnet. In nächtelangen Verhören mit Folter und Misshandlungen war aus dem Gesagten eine Anklage wegen Bildung einer konterrevolutionären Gruppe gemäß Artikel 58 des Strafgesetzbuches der RSFSR gegen Dohrmann und die anderen Wittenberger konstruiert worden. Von den Angeklagten wurden neun zum Tode, einer zu sieben Jahren und neunzehn (unter diesen Dohrmann) zu zehn Jahren Arbeitslager verurteilt. Zuerst war sie im Altstrelitzer Gefängnis inhaftiert, bevor sie im September 1946 in das Speziallager Nr. 7 Sachsenhausen auf dem Gelände des ehemaligen KZ Sachsenhausen verlegt wurde.
Am 21. Januar 1950 wurde sie entlassen und fuhr zurück zu ihren Großeltern nach Wittenberge, welche aufgrund der Kontaktsperre für Lagerinsassen jahrelang nichts von ihr gehört hatten. Eine ihr angebotene Ausbildung zur Lehrerin konnte sie nicht antreten, da sie sich weigerte, in die SED einzutreten.
Daraufhin entschloss sie sich, in die Bundesrepublik zu flüchten. Nachdem ihr in West-Berlin im dortigen Notaufnahmelager von einer Flucht abgeraten worden war, reiste sie mit falschen Papieren nach Hamburg. Dort wohnte sie zunächst ohne weitere Unterstützung in einem Barackenlager; später fand sie eine Anstellung in der Radio-Röhrenfabrik Valvo. Sie heiratete und arbeitete in der Fabrik bis zur Geburt eines Sohnes 1958. Nach ihrer Scheidung 1968 war sie wieder arbeitssuchend. Da sie wegen ihrer Haftzeit keinen Berufs- und Schulabschluss hatte, wurde ihr eine Umschulung verweigert. Nachdem sie einige Zeit bei der Sozialbehörde in Hamburg gearbeitet hatte, wechselte sie am 1. September 1969 für die restliche Zeit ihres Berufslebens als Sekretärin von Johannes Kleinstück an die Uni Hamburg.
In der Bundesrepublik wurde ihr anfänglich eine Absage erteilt, als sie eine Entschädigung für das erlittene Unrecht beantragte. Begründet wurde dies damit, dass sie durch einen Beitritt in die SED eine Lehrerausbildung hätte erhalten können und somit selbst schuld an ihren wirtschaftlichen Verhältnissen sei.
Seit der Gründung der Arbeitsgemeinschaft Lager Sachsenhausen 1945–1950 e.V. war Gisela Gneist dort aktiv auch als Vorsitzende tätig, um an die vielen zu erinnern, die als Unschuldige durch die menschenunwürdige Behandlung in den kommunistischen Lagern verstorben sind. 1995 wurden alle Mitglieder der Wittenberger Gruppe von der Generalstaatsanwaltschaft der russischen Föderation rehabilitiert.
Gisela Gneist starb am 22. März 2007 nach kurzer schwerer Krankheit im Alter von 77 Jahren in Hamburg. Beigesetzt wurde sie auf dem landeseigenen Friedhof Heerstraße in Berlin-Westend.

## Auszeichnungen
Für ihr Engagement erhielt Gisela Gneist am 3. Oktober 2006 auf Vorschlag Matthias Platzecks das Verdienstkreuz am Bande.
In Oranienburg wurde 2020 eine Straße nach Gisela Gneist benannt. Kritiker warfen ihr vor, sie soll als Vereinsvorsitzende die Zahl der Opfer der NS-Konzentrationslager angezweifelt und das sowjetische Lagersystem mit den NS-Vernichtungslagern gleichgesetzt haben. Andere mahnten eine differenzierte Betrachtung ihrer Biografie sowie die korrekte Einordnung von Aussagen Gneists in ihren jeweiligen Kontext an. Unter anderem die Stiftung Brandenburgische Gedenkstätten, das Internationale Sachsenhausen-Komitee und der Zentralrat der Juden in Deutschland protestieren gegen die Straßenbenennung. Opferverbände für die Verfolgten des Kommunismus hingegen widersprachen der Kritik und verteidigten die geplante Straßenbenennung.

## Werke
- Gisela Gneist, Günther Heydemann: Allenfalls kommt man für ein halbes Jahr in ein Umschulungslager, Leipzig, Arbeitsgemeinschaft Lager Sachsenhausen 1945–1950, 2002 (zweite überarbeitete und erweiterte Auflage), ISBN 978-3-00-011007-8.